# Vekunta kotoshonis
Vekunta kotoshonis är en insektsart som beskrevs av Matsumura 1940. Vekunta kotoshonis ingår i släktet Vekunta och familjen Derbidae. Inga underarter finns listade i Catalogue of Life.